# Gibsonville
Gibsonville és una població dels Estats Units a l'estat de Carolina del Nord. Segons el cens del 2008 tenia 4.738 habitants.

## Demografia
Segons el cens del 2000, Gibsonville tenia 4.372 habitants, 1.707 habitatges i 1.206 famílies. La densitat de població era de 718,3 habitants per km².
Dels 1.707 habitatges en un 37,3% hi vivien nens de menys de 18 anys, en un 54,8% hi vivien parelles casades, en un 12,6% dones solteres, i en un 29,3% no eren unitats familiars. En el 23,6% dels habitatges hi vivien persones soles el 8,9% de les quals corresponia a persones de 65 anys o més que vivien soles. El nombre mitjà de persones vivint en cada habitatge era de 2,56 i el nombre mitjà de persones que vivien en cada família era de 3,05.
Per edats la població es repartia de la següent manera: un 28% tenia menys de 18 anys, un 7,8% entre 18 i 24, un 31,7% entre 25 i 44, un 22,7% de 45 a 60 i un 9,9% 65 anys o més.
L'edat mediana era de 36 anys. Per cada 100 dones de 18 o més anys hi havia 85,6 homes.
La renda mediana per habitatge era de 42.989 $ i la renda mediana per família de 51.164 $. Els homes tenien una renda mediana de 36.025 $ mentre que les dones 24.740 $. La renda per capita de la població era de 21.142 $. Entorn del 5,7% de les famílies i el 8,9% de la població estaven per davall del llindar de pobresa.

## Poblacions més properes
El següent diagrama mostra les poblacions més properes.